# Colin Kidd
Colin Craig Kidd (né le 5 mai 1964) est un historien spécialisé dans l'histoire américaine et écossaise. Il est professeur d'histoire à l'université de St Andrews, après avoir été professeur d'histoire intellectuelle et d'histoire de la pensée politique à l'université Queen's de Belfast, et à l'université de Glasgow avant 2010.

## Carrière
Kidd est membre de l'All Souls College d'Oxford et contribue à la London Review of Books, où il commente l'actualité, l'économie et la politique, et critique des œuvres littéraires. Kidd étudie au Gonville and Caius College de Cambridge avant de remporter la Prize Fellowship d'All Souls et obtenir son doctorat. Avant St Andrews, Kidd est fellow des universités de Belfast, Glasgow, Oxford et Harvard. En 2017, il prononce la conférence Raleigh sur l'histoire de la British Academy,.
Il a écrit plusieurs ouvrages : Subverting Scotland's Past: Scottish Whig Historians and the Creation of an Anglo-British Identity 1689–1830 (1993) ; British Identities Before Nationalism: Ethnicity and Nationhood in the Atlantic World, 1600–1800 (1999) ; The Forging of Races: Race and Scripture in the Protestant Atlantic World, 1600–2000 (2006) ; et Union and Unionisms: Political Thought in Scotland, 1500–2000 (2008), tous publiés par Cambridge University Press.
Kidd est nommé Officier de l'Ordre de l'Empire britannique (OBE) lors des honneurs du Nouvel An 2023 pour services rendus à l'histoire, à la culture et à la politique. 